# ラハブ

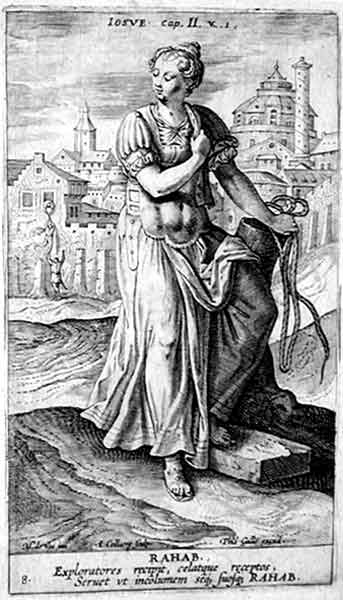
エリコのラハブ

ラハブ（英語: Rahab, ヘブライ語: רָחָב racháv）は、旧約聖書のヨシュア記に登場する娼婦の名。
ユダヤの伝説上の海の怪物ラハブ（ヘブライ語: רַהַב  ráhavとは関係が無い（カナ書きだと同じ表記になってしまうだけである）。

## 旧約聖書では

### 斥候を匿う
ヨシュア記2:1-7によれば、ヘブライ人がシッテムに宿営し、エリコ攻略に向けてその反対側に位置するアラバまたはヨルダン渓谷で渡河の用意をしていたとき、ヨシュアはエリコの軍事力を量るため二人の斥候を送った。斥候たちは城壁と一体化している娼婦ラハブの家に滞在した。市の衛兵たちが訪れた時、ラハブは斥候たちを屋上にある亜麻の束の中に入れて隠した。(ヨシュア2:6)これは定められていたわけではない偶然であった。その頃は大麦の収穫期であり、 亜麻と大麦はヨルダン渓谷では同じ時に実るから、亜麻の茎束も一緒にそこに干してあったのであろう。
男は女の許可なしにはその家に入れないという東方のマナーに則り、衛兵たちはラハブに斥候たちを引き渡すよう尋ねた。(ヨシュア記2:3)ラハブは衛兵たちを家に立ち入らせず、斥候たちは事なきを得た。
この時ラハブは斥候たちに次のように言った(ヨシュア2:9-13)
斥候たちはラハブに城壁から綱で吊り下ろされて脱出したが、その際「窓から赤い紐を垂らしておけば、攻略が殲滅戦になるとしてもあなたとその家族だけは助ける」と約束した。七日間にわたるヘブライ人たちの角笛と行進によってエリコの城壁が崩れ、住民たちが老若男女問わず虐殺された時(ヨシュア6:17-25)、ラハブとその家族は斥候たちの約束通り助けられ、ヘブライ人たちの一員に加えられた。

### 奇妙な点
ラハブは道徳的観点からすると奇妙な人物であった。ユダヤ法では非難される職に就いていただけでなく、自分の街を裏切って命拾いし、また聖書に記録される名誉を得たのだ。ヨセフスはラハブを宿屋の主人としてのみ述べ、娼婦であったかどうかについては言及していない。また一部の学者たちはラハブが娼婦であったかは定かでないと主張している。 彼女の行動と、その家族との親密さは娼婦ではなかったことを示しているのではないかという考えによってである。
イザヤ書
イザヤ書51章9節でもラハブという名が出てくる。こちらはエジプトの別名である。

## 新約聖書では
ラハブはマタイによる福音書の中で、イエス・キリストの先祖の一人として述べられている。これは「イエスの系譜」1章にも見られる。ジェームズ王欽定の系譜の中では、彼女の名はRachabとつづられている。彼女はユダ族のサルモンと結婚し、ボアズの母となった。ヘブライ人への手紙11:31では信仰の模範、ヤコブの手紙2:25ではよき業をなした者の例として挙げられている。

## その他での言及
ラハブの家は赤い紐によって見分けられた。このことから、後世の娼館では客に業種を示すため赤い看板が窓に取り付られけた。またタルムードでは、「ラハブ」という名前は「男を射精させること」に関連があるとしている。
言語学と文献学に基づき一部の学者は、ヨシュア記に記されているラハブはイエスの系譜にあるラハブとは別人物であるという学説を唱えている。ユダヤの伝承は、エリコのラハブはヨセフ (ヤコブの子)の子孫、ヨシュア・ビン・ヌンと結婚したとしている。エリコのラハブがイスラエルの二つの部族の二人の男性と二回結婚していない限り、これは彼女がマタイ伝にある系譜のラハブと同人物であることへの一つの問題提起になりうる。この説は可能であるが、実にもっともらしいというわけでもない。なぜならヨシュアに嫁いだラハブはフルダ、エレミヤ、エゼキエルなどの預言者の先祖であり、 サルモンに嫁いだラハブはダビデ王とすべてのユダ王国の王、そしてイエスの祖であるからだ。